# Allain Roy
Allain Roy (né le 6 février 1970 à Campbellton (Nouveau-Brunswick)) est un joueur canadien de hockey sur glace. Lors des Jeux olympiques d'hiver de 1994, il remporte la médaille d'argent.

## Palmarès
- Médaille d'argent aux Jeux olympiques de Lillehammer en 1994